# Burford (Shropshire)
Burford – wieś w Anglii, w hrabstwie Shropshire. Leży 45 km na południe od miasta Shrewsbury i 192 km na północny zachód od Londynu.